# New World Order (The Falcon and the Winter Soldier)
"New World Order" é o primeiro episódio da minissérie da televisão americana The Falcon and the Winter Soldier, baseada na Marvel Comics, com os personagens Sam Wilson / Falcon e Bucky Barnes / Winter Soldier. Segue o par conforme eles se ajustam à vida após retornar do Blip no final de Avengers: Endgame (2019). O episódio se passa no Universo Marvel Cinematic (MCU), dando continuidade aos filmes da franquia. Foi escrito pelo criador da série Malcolm Spellman e dirigido por Kari Skogland.
Sebastian Stan e Anthony Mackie reprisam seus respectivos papéis como Bucky Barnes e Sam Wilson da série de filmes, estrelando ao lado de Wyatt Russell, Erin Kellyman, Danny Ramirez, Georges St-Pierre, Adepero Oduye e Don Cheadle. Spellman foi contratado em outubro de 2018 como redator principal da série, com Skogland entrando em maio de 2019. Eles se concentraram em explorar Wilson e Barnes como personagens, incluindo temas relacionados à vida de Wilson como um super-herói negro na América e se ele assumirá o manto do Capitão América. As filmagens aconteceram no Pinewood Atlanta Studios, com filmagens na área metropolitana de Atlanta e em Praga.
"New World Order" foi lançado no Disney+ em 19 de março de 2021. Tornou-se a estréia da série Disney + mais assistida e recebeu críticas positivas dos críticos por sua sequência de ação de abertura, momentos mais focados nos personagens de Wilson e Barnes e temas raciais. Apesar disso, alguns críticos fizeram comparações negativas entre o episódio e a série Netflix da Marvel Television. O fato de Wilson e Barnes não terem cenas juntos no episódio também recebeu críticas.

## Enredo
Seis meses depois que metade de toda a vida voltou do Blip, a Força Aérea dos EUA envia Sam Wilson para impedir um sequestro de avião sobre a Tunísia pelo grupo terrorista LAF, liderado por Georges Batroc. Com o apoio terrestre do primeiro-tenente Joaquin Torres, Wilson luta contra os terroristas e resgata o capitão da Força Aérea Vassant antes que eles entrem no espaço aéreo da Líbia e causem um incidente internacional. No terreno, Torres conta a Wilson sobre outro grupo terrorista, os Flag Smashers, que acreditam que a vida era melhor durante o Blip.
Em Washington, DC, Wilson dá o escudo do Capitão América ao governo dos EUA para exibir em uma exposição de museu sobre Steve Rogers . Mais tarde, ele explica a James Rhodes que sente que o escudo ainda pertence a Rogers. Em Delacroix, Louisiana, a irmã de Wilson, Sarah, luta para manter o negócio de pesca da família em funcionamento. Ele se oferece para usar seu status de super-herói famoso para ajudá-los a conseguir um novo empréstimo, mas eles são recusados devido aos baixos lucros do negócio e à falta de renda de Wilson durante os cinco anos em que esteve ausente.
Enquanto isso, na cidade de Nova York, Bucky Barnes frequenta a terapia prescrita pelo governo depois de ser perdoado. Ele discute suas tentativas de reparar seu tempo como o assassino que sofreu lavagem cerebral, conhecido como Soldado Invernal. Ele almoça com um homem idoso chamado Yori, que convence Barnes a ir a um encontro com uma garçonete chamada Leah. Tanto Yori quanto Leah discutem como o filho de Yori, RJ, foi morto sem nenhuma explicação. Barnes se lembra de ter matado RJ como o Soldado Invernal por testemunhar um assassinato que ele cometeu no hotel onde estava hospedado, mas não pode revelar isso a Yori. Ele também tem ignorado as mensagens de texto de Wilson.
Torres investiga os Flag Smashers e vê um assalto a banco na Suíça perpetrado por um membro do grupo com força sobre-humana. Torres o confronta, mas fica inconsciente. Mais tarde, ele informa Wilson sobre o que ele aprendeu. Wilson então vê o governo anunciar um novo Capitão América, dando o escudo de Rogers a John Walker.

## Produção

### Desenvolvimento
Em outubro de 2018, a Marvel Studios estava desenvolvendo uma série limitada estrelando os filmes Sam Wilson / Falcon de Anthony Mackie e Bucky Barnes / Winter Soldier de Sebastian Stan da Marvel Cinematic Universe (MCU) . Malcolm Spellman foi contratado como redator principal da série, que foi oficialmente anunciada como O Falcão e o Soldado Invernal em abril de 2019. Kari Skogland foi contratada para dirigir a minissérie um mês depois. Skogland e Spellman são produtores executivos ao lado de Kevin Feige, Louis D'Esposito, Victoria Alonso e Nate Moore da Marvel Studios. Escrito por Spellman, o primeiro episódio é intitulado "Nova Ordem Mundial", referindo-se ao estado do MCU após Vingadores: Endgame (2019) e o Blip.  "New World Order" foi lançado no Disney+ em 19 de março de 2021.

### Roteiro
Wilson e Barnes não estão juntos no primeiro episódio, que explora onde cada um dos personagens está separadamente após o Endgame. Esta foi a ideia de Feige, já que ele disse que os dois personagens sempre existiram dentro de um contexto maior nos filmes MCU e ele sentiu que eles precisavam ser apresentados ao público da série como indivíduos antes que pudessem ser reunidos como uma equipe. Spellman explicou que ao mostrar as vidas dos dois personagens após os eventos do Endgame, eles queriam explorar pontos em comum entre o MCU pós-Blip e o mundo real, focando em detalhes menores, como Wilson tentando obter um empréstimo. Spellman revelou que as especificidades dessa cena foram debatidas "até o topo" no Marvel Studios, para garantir que ressoasse com o público devido à luta que descreve para uma família negra obter um empréstimo bancário. Ele acrescentou, "cada um de nós que é negro na vida cotidiana tem essas experiências... como você poderia escrever [Wilson] pedindo um empréstimo sem lidar com a realidade do que acontece quando os negros tentam obter empréstimos?"
Para Barnes, o episódio o mostra tentando reparar sua história de assassinato como o Soldado Invernal. Isso inclui fazer amizade com Yori, o pai de uma de suas vítimas, que Spellman pretendia personificar todas as vítimas do Soldado Invernal. Barnes também é mostrado aprendendo a viver no mundo moderno, discutindo sobre namoro online.
O conflito central que Spellman e Marvel queriam explorar com a série era se Wilson se tornaria o Capitão América depois de receber o escudo de Steve Rogers no final de Endgame. Eles sentiram que ter o governo "traído" Wilson ao nomear outra pessoa como Capitão América seria a maneira mais apropriada de abordar esta questão enquanto se alinham com os temas da série, e passaram por "50.000 versões diferentes" antes de decidirem pelo enredo final: Wilson opta por desistir do escudo no início do episódio, e então John Walker é apresentado como um novo Capitão América aprovado pelo governo no final. Skogland descreveu esse final como "o martelo no prego", pois a conversa começou quando Wilson decidiu desistir do escudo e disse que é o que dá o pontapé inicial no resto da história da série. Ela destacou a linguagem nacionalista usada no anúncio do governo, como "relacionável", "este país" e "os maiores valores da América". Spellman explicou que Wilson vendo o governo entregando o escudo a "algum cara branco desconhecido" jogou em suas dúvidas sobre si mesmo,, e acrescentou que um homem negro sendo traído por seu país era "poderoso", mas nada surpreendente para Wilson e a audiência. Spellman inicialmente queria que o governo tomasse o escudo de Wilson, mas Moore sugeriu que Wilson o abandonasse por conta própria para torná-lo um momento de personagem.
Quando Wilson decide desistir do escudo, sua decisão é questionada por James "Rhodey" Rhodes. Skogland observou que Rhodes serve como mentor para Wilson na série, enquanto Spellman disse que os dois têm "uma abreviatura" que permite ao público "preencher as lacunas" quando a dupla faz uma pausa na cena. Spellman também sentiu que era evidente para o público que a cena apresenta os dois principais super-heróis Negros do MCU tendo um momento de silêncio juntos, e disse que há uma sugestão subjacente de que Rhodes, como o herói War Machine, preencheu o papel deixado por Tony Stark / O Homem de Ferro e ele estão se perguntando por que Wilson não fez o mesmo com o manto de Rogers. Muitas iterações desta cena foram discutidas, incluindo uma versão onde Wilson e Rhodes falam enquanto voam em seus respectivos trajes de super-heróis, mas no final das contas uma direção mais silenciosa e comovente foi tomada.

### Escolha do elenco
O episódio é estrelado por Sebastian Stan como Bucky Barnes, Anthony Mackie como Sam Wilson, Wyatt Russell como John Walker, Erin Kellyman como Karli Morgenthau, Danny Ramirez como Joaquin Torres, Georges St-Pierre como Georges Batroc, Adepero Oduye como Sarah Wilson e Don Cheadle como James "Rhodey" Rhodes. Também aparecem Desmond Chiam, Dani Deetté e Indya Bussey como Flag Smashers Dovich, Gigi e DeeDee, respectivamente, Amy Aquino como a terapeuta de Barnes, Dr. Raynor, Chase River McGhee e Aaron Haynes como os sobrinhos de Wilson, Cass e AJ, Ken Takemoto como Yori, Ian Gregg como Único, Miki Ishikawa como Leah, Vince Pisani como agente de crédito, Alphie Hyorth como um oficial do governo, Rebecca Lines como o senador Atwood, Jon Briddell como o Major Hill, Miles Brew como o coronel Vassant, Charles Black como Carlos e Akie Kotabe como o filho de Yori, RJ. Áudio de arquivo de Chris Evans como Steve Rogers de Avengers: Endgame é ouvido no episódio.

### Filmagens e efeitos visuais
As filmagens aconteceram no Pinewood Atlanta Studios em Atlanta, Geórgia, com a direção de Skogland,  e PJ Dillon atuando como diretor de fotografia. As filmagens em locações aconteceram na área metropolitana de Atlanta e em Praga. Feige encorajou Skogland a usar seu próprio estilo de direção ao invés de tentar combinar com os filmes MCU, e ela escolheu usar diferentes trabalhos de câmera que eram "mais desajustados do que a Marvel normalmente é" para criar um sentimento mais íntimo. Isso incluiu a abertura do episódio com Wilson passando silenciosamente e usando "foco superficial e ângulos de câmera interessantes" para as cenas de terapia de Barnes. Ela sentiu que o último permitiria que o público entrasse na cabeça de Barnes. Para a sequência de ação de abertura de Wilson, Skogland queria que o público sentisse que estava com o personagem e pesquisou como as pessoas usam câmeras Go Pro ao pular de aviões. Skogland queria que a cena final, apresentando Walker como o novo Capitão América, fosse "heroica [d]", usando ângulos baixos e "imagens sorrateiras" para tornar mais difícil ver o rosto de Walker. Os efeitos visuais do episódio foram criados por Weta Digital, QPPE, Cantina Creative, Trixter, Crafty Apes, Stereo D, Digital Frontier FX e Tippett Studio.

## Marketing
Em 19 de março de 2021, a Marvel anunciou uma série de cartazes criados por vários artistas para corresponder aos episódios da série. Os pôsteres lançados semanalmente antes de cada episódio, com o primeiro pôster revelado em 19 de março, desenhado por SzarkaArt. Após o lançamento do episódio, a Marvel anunciou mercadorias inspiradas no episódio como parte de sua promoção semanal "Marvel Must Haves" para cada episódio da série, incluindo roupas, acessórios, brinquedos, uma réplica do escudo do Capitão América e cartões comerciais digitais da Topps para a Marvel Colete!

## Recepção

### Visualização do público
Disney+ anunciou que "New World Order" foi a estreia da série mais assistida para o serviço de streaming em seu fim de semana de abertura (19 a 22 de março de 2021), antes das estreias de WandaVision e da segunda temporada de The Mandalorian. Usando sua tecnologia proprietária de reconhecimento automático de conteúdo em smart TVs, a Samba TV relatou que 1,7 milhão de famílias assistiram ao episódio em seu fim de semana de estreia. A Nielsen Media Research, que mede o número de minutos assistidos pelo público dos Estados Unidos em aparelhos de televisão, listou The Falcon e o Soldado de Inverno como a segunda série original mais assistida em serviços de streaming na semana de 15 a 21 de março, com 495 milhões de minutos assistidos. Isso é cerca de 9,9 milhões de visualizações com base no tempo de execução do episódio e está à frente dos 434 milhões de minutos vistos de WandaVision em sua semana de estreia.

### Resposta crítica
A agregador de críticas site Rotten Tomatoes reportou um índice de aprovação de 93% com uma pontuação média de 7,66/10 baseado em 133 comentários. Consenso crítico do site diz: "Uma mistura de acção ambicioso tela grande e narrativa íntima, The Falcon and the Winter Soldier episódio de abertura constitui um forte argumento de que pequenos momentos de MCUs ainda pode embalar um perfurador sério."
Dando ao episódio um "B+", Matt Webb Mitovich da TVLine disse que o episódio promete ação com qualidade de filme, bem como uma visão tardia dos personagens de Wilson e Barnes. Ele chamou a cena de abertura de "um breathless" que fez Wilson de um companheiro a um herói principal, e também apreciou a intimidade das cenas de Wilson com sua irmã. Matt Purslow, do IGN, deu ao episódio uma nota 8 de 10, dizendo que era sombrio, medido e possuía "profundidade genuína". Purslow elogiou a ação e sentiu que o episódio abordou cuidadosamente temas como trauma, dever e legado, destacando especialmente a cena em que Sam e Sarah tentam obter um empréstimo do banco que ele chamou de "brilhantemente multifacetado". Escrevendo para a Variety, Daniel D'Addario disse que a ação do episódio foi "mais leve e mais fluida do que a implacável implacabilidade dos megabatres dos Vingadores", mas também sentiu que havia uma "curiosidade sobre o que é ser um super-herói" que D'Addario sentia que estava faltando dos filmes MCU. Daniel Fienberg, do The Hollywood Reporter, sentiu que precisava rever o episódio como dois programas: o programa de Wilson apresenta "a abertura da ação do boffo e também uma exploração mais rica das vidas daqueles que ficaram para trás no Snap e das contradições internas de ser negro super-herói em um país que não abraça totalmente a negritude", acrescentando que havia um" frescor "geral na história de Wilson; A história de Barnes, no entanto, "parece basicamente com os shows da Marvel Jeph Loeb produzidos para a Netflix", que era "familiar e taciturno". Fienberg estava ansioso para ver quando os dois personagens começariam a interagir.
Entertainment Weekly chanceler Agard sentiu a peça set de abertura foi Marvel querendo provar que a série iria coincidir com o valor de produção dos filmes. Ele sentiu que o aspecto mais forte do episódio foi o exame de Wilson e Barnes, com Mackie e Stan tendo "material mais complexo para jogar do que jamais tiveram nos filmes". Agard também gostou da cena do empréstimo bancário, uma vez que representou um obstáculo interessante para Wilson e reconheceu as "duras realidades sobre ser negro na América", e estava animado para ver como a introdução de Walker como o novo Capitão América se cruzaria com os Esmagadores de Bandeira. No entanto, Agard criticou o ritmo do episódio, que ele sentiu priorizar a história da temporada em relação ao episódio, comparando-a com a série da Marvel Netflix. Ele também criticou Mackie e Stan por não terem tido nenhuma cena juntos. Ele deu a "Nova Ordem Mundial" um "B". O colega de Agard, Christian Holub, descreveu o episódio como "bastante direto" e sentiu que a série provavelmente não se prestaria a todas as teorias que a série anterior do Marvel Studios, WandaVision, tinha. Como Agard, Holub gostou da ação particularmente na abertura, mas foi "menos envolvido" com as cenas do episódio focadas nos personagens.
Sulagna Misra deu ao episódio um "B" para The AV Club, chamando-o de um "redux" de Capitão América: O Soldado de Inverno (2014) sem Capitão América. Misra disse que a sequência de abertura foi "surpreendentemente inventiva", comparando-a a Top Gun (1986), mas não ficou claro como os ideais dos Flag Smashers se alinhavam com o Blip e sentiu que o final do episódio foi mais abrupto do que um momento de angústia. Ela também sentiu que o episódio teve muita exposição e configuração, mas disse que os momentos do personagem "parecem verdadeiros e desenvolvidos" e ela tinha esperança de que o próximo episódio incluiria cenas entre Wilson e Barnes. Alan Sepinwall, da Rolling Stone, disse que o episódio "ecoa principalmente o que vimos antes", comparando-o a uma versão de grande orçamento da série Marvel Netflix. Ele sentiu que as sequências de abertura tinham algumas "batidas individuais legais", mas acabou descobrindo que eram repetitivas e careciam de exclusividade para o personagem de Wilson. Ele descreveu o resto do episódio como "muitas fotos lânguidas de um herói ou outro sentindo-se chateado com o estado atual de suas vidas e sobre o estado do mundo", e criticou Wilson e Barnes por não terem cenas juntos. Dando à série 3 de 5 estrelas, Alec Bojalad do Den of Geek disse que o episódio parecia um episódio mais longo de recapitulação do Marvel Studios: Legends e estava frustrado porque a história de Barnes cobriu "muito do mesmo terreno que o personagem trilhou até agora longe "ao contrário de Wilson.

### Prêmios e indicações
Cheadle foi indicado como Melhor Ator Convidado em Série Dramática no 73º Primetime Emmy Awards por sua atuação como James "Rhodey" Rhodes no episódio. Em resposta às críticas de que ele não deveria ter sido nomeado devido ao seu curto tempo de exibição no episódio, Cheadle disse que ele "realmente também não entendeu".